# ماریا ایزکیردو
ماریا ایزکیردو (اسپانیایی: María Izquierdo‎؛ ۳۰ اکتبر ۱۹۰۲ – دسامبر ۱۹۵۵ (۵۳ ساله)) یک نقاش زن اهل مکزیک بود.